# Quedius riparius
Quedius riparius är en skalbaggsart som beskrevs av Kellner 1843. Quedius riparius ingår i släktet Quedius, och familjen kortvingar. Arten har ej påträffats i Sverige.